# Alojzy Przeździecki
Alojzy Prus-Przeździecki (ur. 21 czerwca 1886, zm. 11 czerwca 1945) – pułkownik dyplomowany piechoty Wojska Polskiego.

## Życiorys
Alojzy Gonzaga Wojciech Prus-Przeździecki urodził się w rodzinie Edwarda (zm. 1917) i Anastazji z Korytkowskich (zm. 1938). W czasie I wojny światowej walczył w Legionach Polskich. Początkowo był przydzielony do służby sanitarnej, następnie do 2 pułku piechoty. 2 listopada 1914 został mianowany chorążym piechoty, 11 listopada przeniesiony do 3 pułku piechoty. 14 marca 1915 awansował na podporucznika, a 21 marca tego roku na porucznika piechoty. W połowie czerwca 1915 przeniesiony został na stanowisko adiutanta Komendy Legionów. Od 31 stycznia do 9 marca 1917 roku był słuchaczem Kursu oficerów sztabowych i adiutantów wyższych dowództw w Warszawie. Po ukończeniu kursu powrócił do 6 pułku piechoty. 9 czerwca 1917 roku został przydzielony do Sztabu Generalnego Gubernatorstwa w Warszawie w charakterze oficera łącznikowego Wojska Polskiego. W latach 1917–1918 był adiutantem generała H. von Beselera, dowódcy Polskiej Siły Zbrojnej.
W okresie od 1 czerwca 1921 do 1 września 1923 przebywał na bezpłatnym urlopie. Z dniem 1 września 1923 przydzielony został do 81 pułku piechoty z równoczesnym odkomenderowaniem do Oddziału I Sztabu Generalnego. W listopadzie 1924 został przeniesiony z 81 pp do 32 Pułku Piechoty w Modlinie na stanowisko zastępcy dowódcy pułku. W listopadzie 1925 roku przydzielony został do Wyższej Szkoły Wojennej w Warszawie, w charakterze słuchacza II rocznika Kursu Normalnego. Z dniem 11 października 1926 roku, po ukończeniu kursu i uzyskaniu dyplomu naukowego oficera Sztabu Generalnego, przydzielony został do Oddziału IV Sztabu Generalnego w Warszawie. W 1928 roku dowodził 72 pułkiem piechoty w Radomiu. 6 lipca 1929 r. zwolniony ze stanowiska dowódcy 72 pułku piechoty z oddaniem do dyspozycji dowódcy DOK I. W 1931 roku pełnił służbę w składzie osobowym II zastępcy szefa Sztabu Głównego WP, po czym przeniesiony został do dyspozycji szefa Biura Personalnego M.S.Wojsk. W tym samym roku mianowany został członkiem Oficerskiego Trybunału Orzekającego. Z dniem 1 maja 1932 roku przeniesiony został w stan spoczynku.
W Wielkiej Brytanii, w stopniu pułkownika, pełnił służbę na stanowisku delegata Ministra Obrony Narodowej do Rady Narodowej i szefa Wydziału Politycznego w Ministerstwie Obrony Narodowej. 16 marca 1943 roku Minister Obrony Narodowej podziękował mu za dotychczasową służbę w związku z wyznaczeniem na stanowisko delegata Ministra Obrony Narodowej przy Armii Polskiej na Wschodzie. 
Od 1919 był mężem Janiny z Sobolewskich. 
Zmarł 11 czerwca 1945 i został pochowany na cmentarzu Corstorphine Hill w Edynburgu.

## Awanse
- chorąży – 2 listopada 1914
- podporucznik – 14 marca 1915
- porucznik – 21 marca 1915
- podpułkownik – zweryfikowany 3 maja 1922 ze starszeństwem z 1 czerwca 1919 (w 1924 zajmował 140. lokatę w korpusie oficerów zawodowych piechoty, a 1928 - 37. lokatę)

## Ordery i odznaczenia
- Krzyż Niepodległości (8 listopada 1937)[13]
- Krzyż Walecznych (dwukrotnie)
- Złoty Krzyż Zasługi (2 sierpnia 1928)[14]